# Louis Rostollan
Louis Amédée Rostollan (Château-Gombert, 1º gennaio 1936 – Château-Gombert, 13 novembre 2020) è stato un ciclista su strada francese, professionista dal 1955 al 1967.
Corridore particolarmente capace nelle brevi corse a tappe vinse il Critérium du Dauphiné Libére e due edizioni consecutive del Tour de Romandie.
Anche suo figlio Marc Yves, suo fratello Marcel e suo nipote Paul corsero in bicicletta ma come amatori, mentre un altro nipote Thomas è attualmente un ciclista professionista.

## Palmarès
- 1957 (Liberia, due vittorie)

4ª tappa Critérium du Dauphiné Libére (Vals-les-Bains > Avignone)
8ª tappa, 2ª semitappa Tour du Sud-Est (La Ciotat > Marsiglia, cronometro)
- 1958 (Liberia/Essor, una vittoria)

Classifica generale Critérium du Dauphiné Libére
- 1960 (Helyette, due vittorie)

Boucles de Roquevaire
Classifica generale Tour de Romandie
- 1961 (Helyette, tre vittorie)

Classifica generale Tour de Champagne
3ª tappa Tour de Romandie (Fribourg > La Chaux-de-Fonds)
Classifica generale Tour de Romandie
- 1962 (Saint-Raphaël, una vittoria)

Polymultipliée
- 1964 (Saint-Raphaël, una vittoria)

Circuit d'Auvergne
- 1965 (Ford-France, due vittorie)

1ª tappa Boucles Pertuisiennes
Circuit des Boucles de la Seine

### Altri successi
- 1959 (Helyette, una vittoria)

Criterium di Cluny
- 1961 (Helyette, una vittoria)

Criterium di Vergt

## Piazzamenti

### Grandi giri
- Tour de France

1956: 35º
1959: 59º
1960: 15º
1961: 31º
1962: 38º
1963: ritirato (alla 13ª tappa)
1964: 22º
1965: 20º
1966: 47º
- Giro d'Italia

1960: 60º
1961: 31º
1964: 29º

### Classiche monumento
- Milano-Sanremo

1966: 112º
1967: 102º
- Liegi-Bastogne-Liegi

1963: 21º